# Martin Schongauer

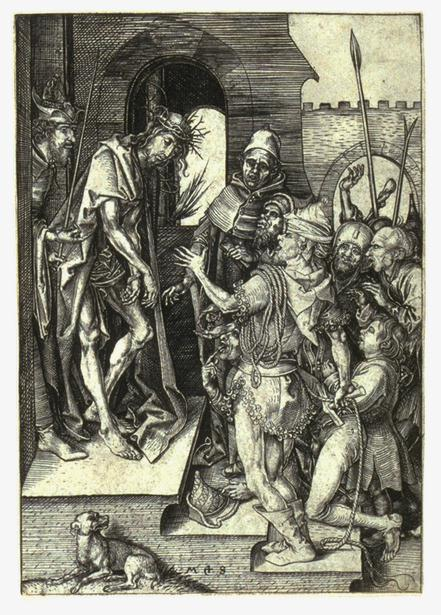
Ecce Homo, gravat per a la sèrie de La Passió per Martin Schongauer

Martin Schongauer (Colmar, ca 1448 – Breisach, 2 de febrer de 1491) va ser un gravador i pintor alemany pertanyent a la fase flamenca del gòtic, o pre-renaixement. Va ser el gravador més important d'Alemanya abans d'Albert Dürer.
Els seus gravats van ser molt apreciats i van circular àmpliament per Europa. Schongauer era conegut a Itàlia amb els sobrenoms de "Bell Martino" i "Martino d'Anversa".

## Biografia
El seu pare va ser un orfebre anomenat Casper, oriünd d'Augsburg, que s'havia establert a Colmar, on Martin va passar la major part de la seva vida. És molt possible que aprengués del Mestre E. S.; l'historiador A. Hyatt Mayor, va veure els estils d'ambdós en un sol gravat, i totes les obres amb el monograma de Schongauer, M†S mostren un estil plenament desenvolupat. Schongauer va establir a Colmar una escola molt important de gravat, de la qual van sorgir els «petits mestres» de la generació següent, i un gran nombre d'artistes de Nuremberg.
Segons el registre de l'església de Sant Martí, Schongauer va morir a Colmar el 1488, però alguns especialistes afirmen que va morir més tard, el 1491.

## Obra gràfica
La principal obra de la vida de Schongauer va ser la producció d'un gran nombre de gravats, que es van vendre àmpliament no només a Alemanya, sinó també a Itàlia, Anglaterra, Catalunya i Espanya. Vasari sosté que Miquel Àngel va copiar un dels seus gravats, el de La temptació de Sant Antoni. El seu estil no mostra rastre d'influència italiana, sinó un gòtic molt clar i organitzat. Els seus temes són principalment religiosos, però inclouen escenes còmiques de la vida quotidiana tal com Família pagesa acudint al mercat o els Dos aprenents.
Hom li atribueix 116 gravats, i atès que molts es coneixen per una única impressió, probablement n'hi va haver d'altres que es van perdre. Moltes de les il·lustracions dels seus alumnes així com les seves pròpies estan signades amb l'anagrama M†S, així com moltes còpies probablement obra d'artistes que no van tenir relació amb ell.
Entre els millors gravats de Schongauer hi ha la sèrie sobre La Passió i La Mort i Coronació de la Mare de Déu, i la sèrie de les Verges Sàvies i Nècies. Tots destaquen pel seu tractament semblant a una miniatura, el seu toc brillant, i la seva força cromàtica. Alguns, com La Mort de la Mare de Déu i l'Adoració dels Mags, són composicions riques i plenes, amb moltes figures, tractades en detall malgrat la seva escala diminuta.
Va establir el sistema de representar el volum mitjançant un ratllat (línies en dues direccions) que va ser ulteriorment desenvolupat per Dürer, i va ser el primer gravador que va corbar les línies paral·leles, probablement rodant la làmina amb un burí fix. També va desenvolupar una tècnica de burí que produïa línies més profundes a la làmina, que va significar que podien fer-se més impressions abans que la planxa de gravat es gastés.
El Museu Britànic i altres principals museus del món en conserven làmines i gravats.

## Obra pictòrica
Com a pintor, Schongauer seguiria el flamenc Roger van der Weyden, i les escasses pintures que d'ell sobreviuen se li assemblen molt, tant per l'esplendor del color com per l'exquisit detallisme a l'execució, una de les millors obres d'art contemporani de Flandes.

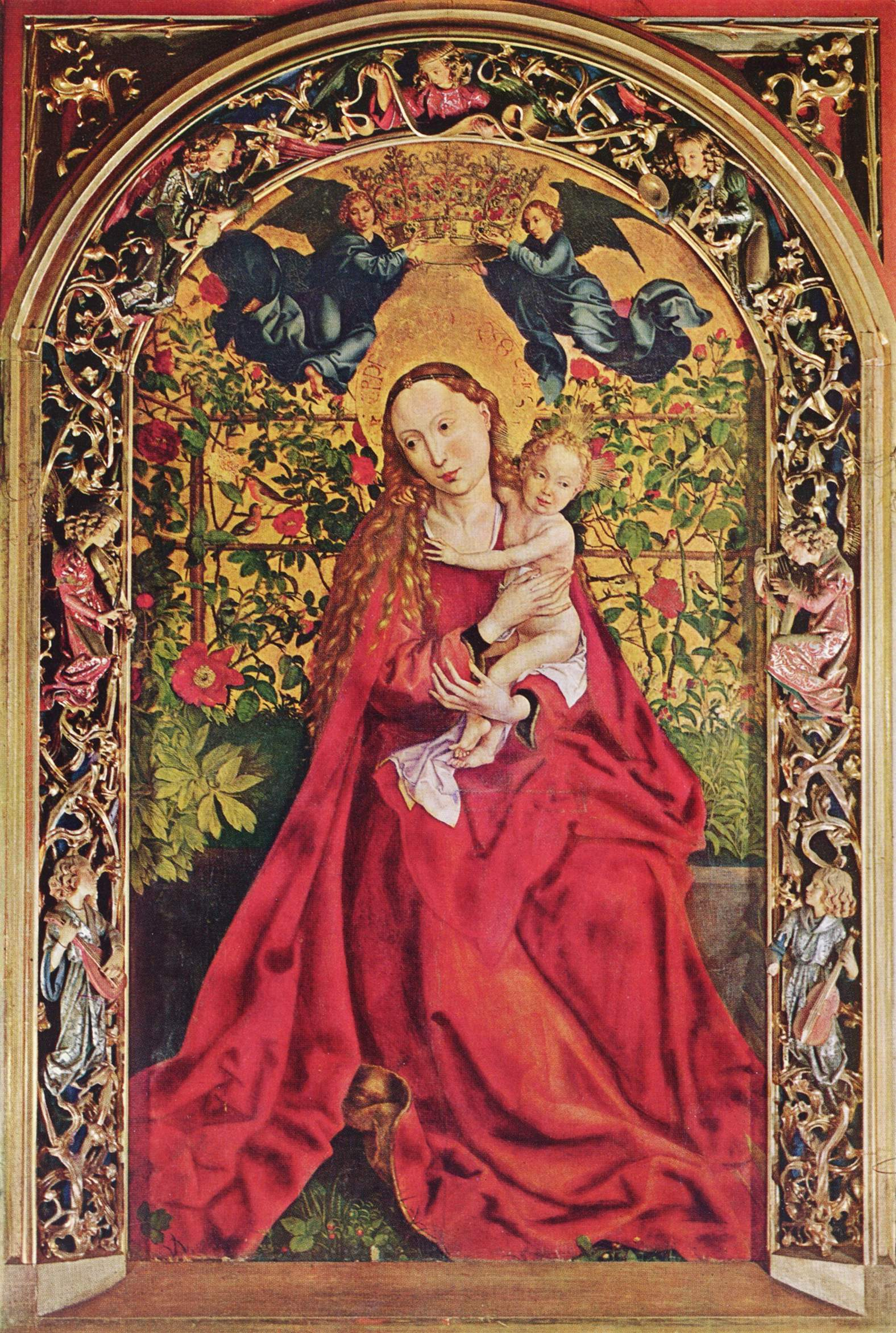
Mare de Déu del roser, 1473, església dels dominics, Colmar

Entre les escasses pintures que se li poden atribuir amb certesa, la principal és un magnífic retaule a l'església de Sant Martí a Colmar. El Musée d'Unterlinden a Colmar posseeix onze panells seus, i hi ha un petit panell de David amb el cap de Goliat a la Galeria de Múnic. La pintura en miniatura de la Mort de la Mare de Déu a la National Gallery de Londres és probablement obra d'algun alumne.

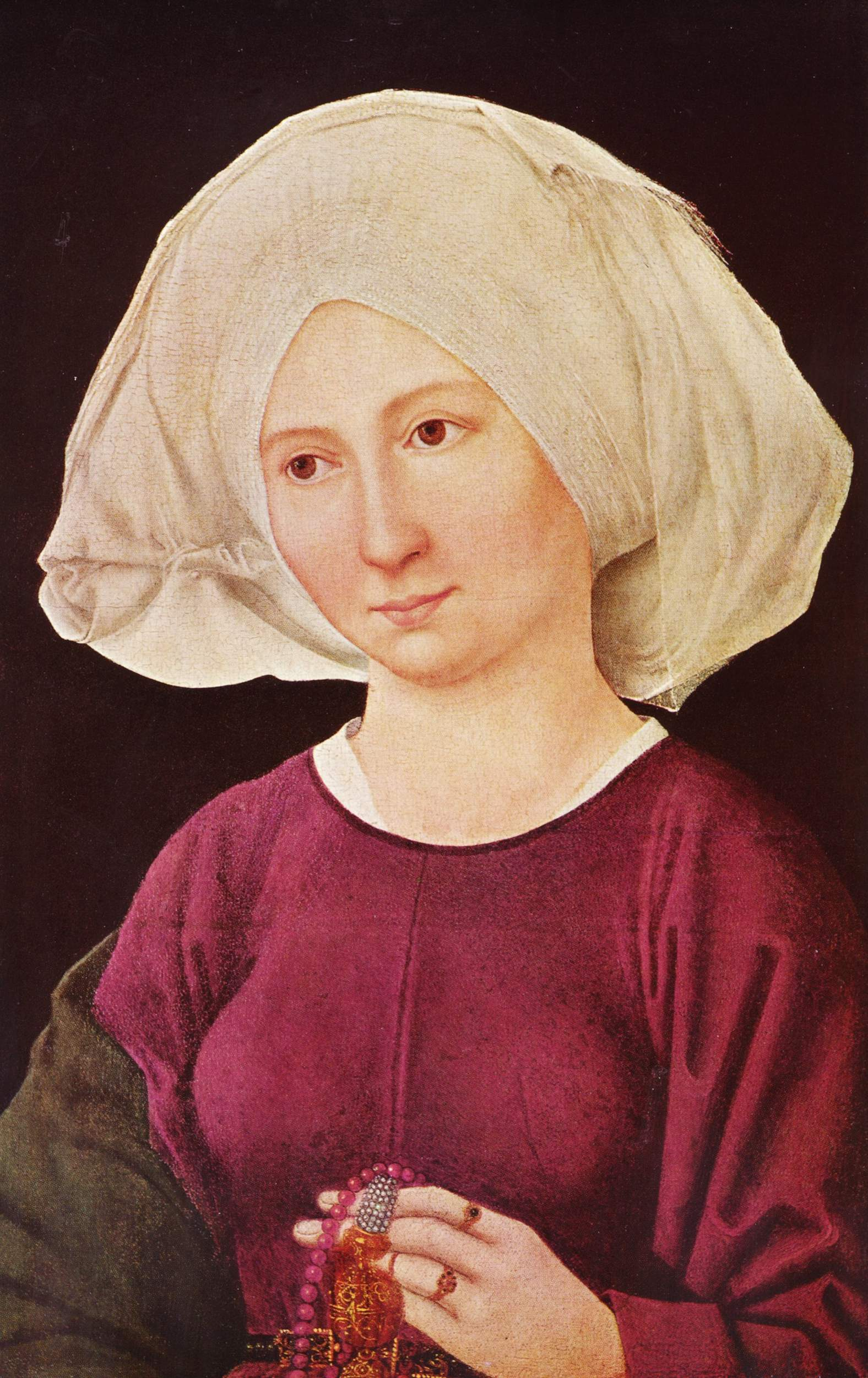
Retrat de una noia
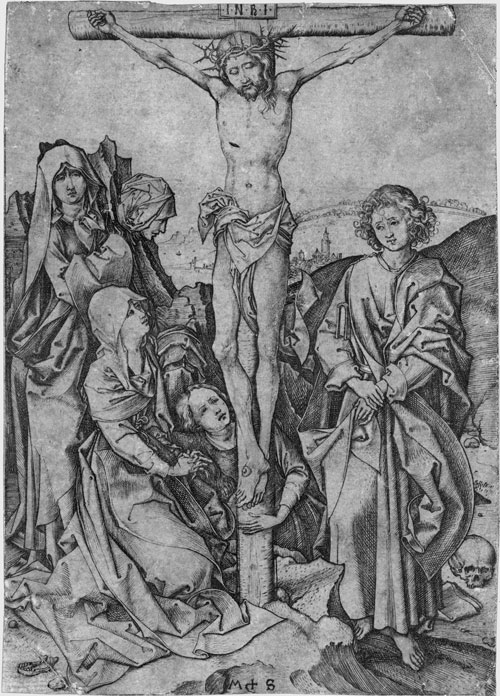
Crucifixió
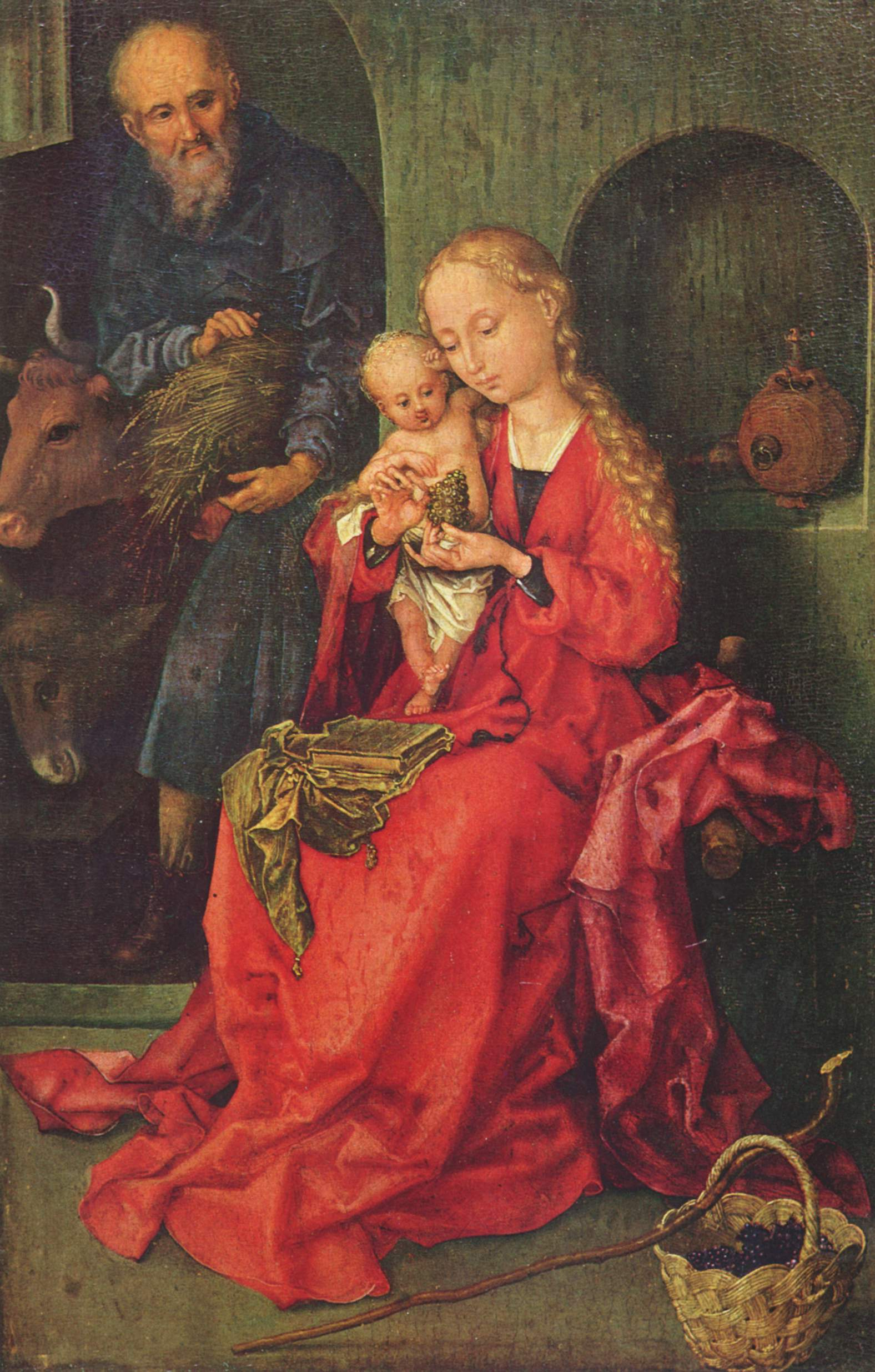
Sagrada Familia
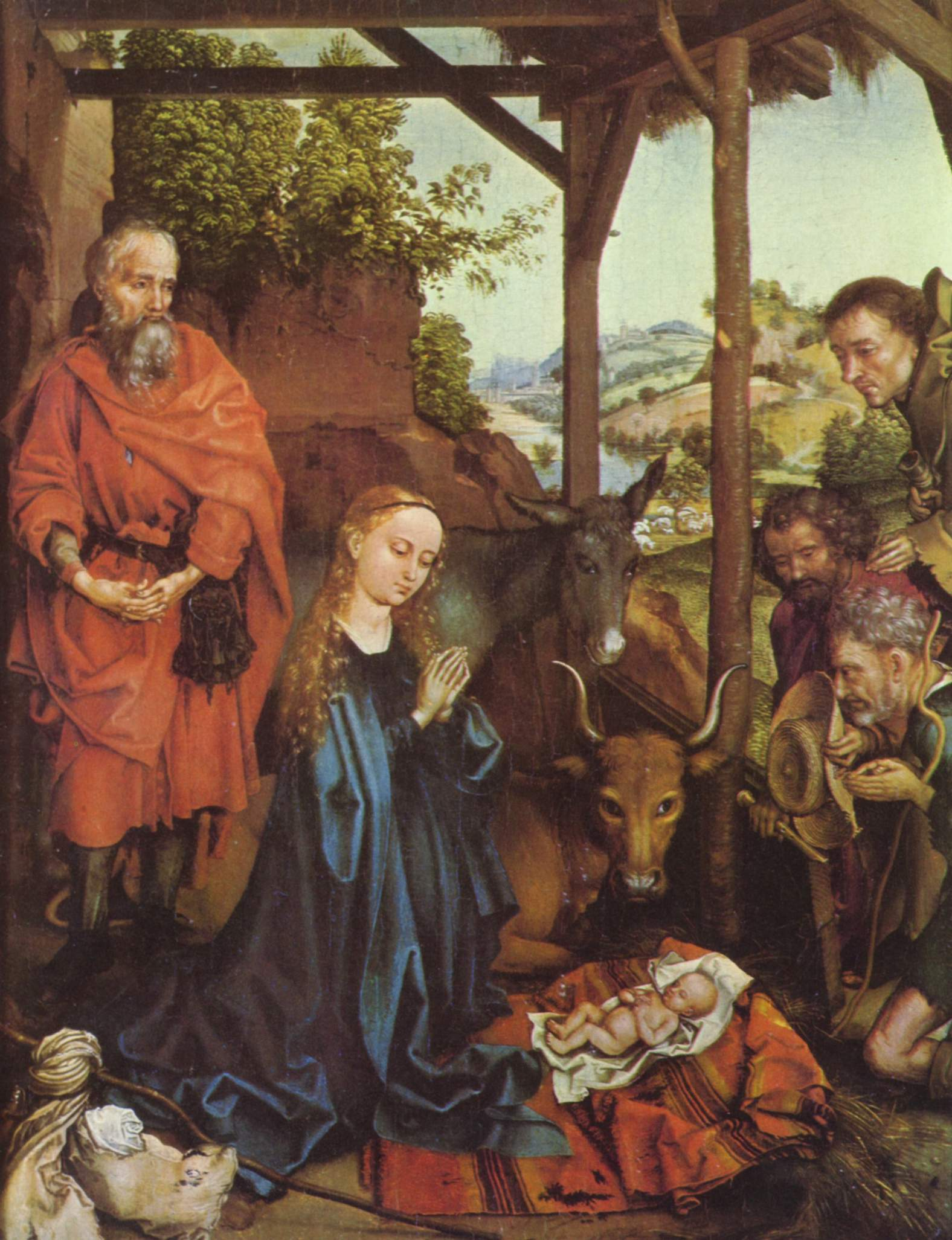
Adoració dels pastors